# Pol an Ionain
Pol an Ionain est une grotte située près de Doolin dans le comté de Clare, en Irlande. C'est une grotte touristique réputée pour héberger des stalactites parmi les plus anciennes connues dans le monde.

## Historique
La grotte a été découverte en 1952 par JM Dickenson et Brian Varley, membres d'un club de spéléologie anglais basé dans le Yorkshire. 
En 1990, le terrain sur lequel se trouve la grotte a été acheté par la famille Browne, de Doolin. Après une longue période de procédures judiciaires, de recherche de financement et d'aménagements, la grotte a été ouverte au public en 2006.